# Червейна дупка
В теоретичната физика червеевите или червейните дупки са хипотетични образувания в пространство-времето, които свързват две точки от пространството и времето. Възможността за съществуването на такива обекти се споменава в общата теория на относителността на Айнщайн. Идеята за тяхното съществуване е дошла на германския математик Херман Вайл през 1921 г. Според учените, ако червеевата дупка може да се използва като средство за пътуване, тя значително би скъсила пътя между обектите в Космоса. Името идва от приликата с червей, който прегризва ябълка. Това име е измислено от учения Джон Арчибалд Уилър през 1957 г.